# Luis Musrri
Luis Eduardo Musrri Saravia (né le 24 décembre 1969 à Mallarauco (es) au Chili) est un joueur de football international chilien, qui évoluait au poste de milieu de terrain, avant de devenir entraîneur.

## Biographie

### Carrière de joueur

#### Carrière en sélection
Avec l'équipe du Chili, il dispute 28 matchs (pour aucun but inscrit) entre 1991 et 1998. Il figure notamment dans le groupe des sélectionnés lors de la Copa América de 1993.
Il participe également à la coupe du monde de 1998. Lors du mondial, il joue le match des huitièmes de finale perdu contre le Brésil.
Il joue enfin la Coupe du monde des moins de 20 ans 1987 organisée dans son pays natal.

## Palmarès
Universidad de Chile
- Championnat du Chili (5) :
  - Champion : 1994, 1995, 1999, 2000 et 2004 (Ouverture).

- Coupe du Chili (2) :
  - Vainqueur : 1998 et 2000.